# Nachal Dorot
Nachal Dorot (hebrejsky נחל דורות) je vádí v severní části Negevské pouště, respektive v pobřežní nížině, v jižním Izraeli, poblíž pásma Gazy.
Začíná v nadmořské výšce přes 150 metrů jižně od vesnice Ruchama. Směřuje pak k severozápadu mírně zvlněnou krajinou, která je zemědělsky využívána. Od východu přijímá vádí Nachal Buta. Z východu míjí vesnici Dorot, u které do něj od východu u pahorku Tel Šega ústí vádí Nachal Ruchama a Nachal Dov. Na severozápadním okraji Dorot pak poblíž farmy Chavat Šikmim zprava ústí do toku Nachal Hoga.